# Ulrich Kyser
Pater Ulrich Kyser (Brüder vom Orden des Heiligen Geistes) (* vor 1379; † 1390 in Memmingen) war von 1379 bis 1390 Spitalmeister des Kreuzherrenklosters im oberschwäbischen Memmingen.
Nach dem Tod seines Vorgängers Heinrich Bonder wurde der dem Kreuzherrenkloster Memmingen zugehörige Ulrich Kyser 1379 von den Mitbrüdern zum Spitalmeister gewählt. Von ihm ist wenig überliefert. Lediglich eine Aufforderung von Papst Bonifaz IX. vom 25. November 1389 an die Geistlichkeit, die Mitglieder der Heiliggeistspitäler in allen Kircheninstitutionen wie Pfarreien oder Klöster freundlich zu empfangen und zu bewirten, fiel in seine Amtszeit. Gleichzeitig ließ Bonifaz IX. das Mutterhaus der Brüder vom Orden des Heiligen Geistes neben der alten Petersbasilika in Rom auf Kirchenkosten neu errichten. Pater Ulrich Kyser starb 1390 im Amt.